# Ainsliaea elegans
Ainsliaea elegans là một loài thực vật có hoa trong họ Cúc. Loài này được Hemsl. mô tả khoa học đầu tiên năm 1902.